# Claude Balbastre

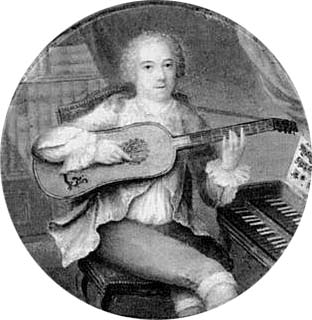
Claude Balbastre (Bild im Musée de Dijon)

Claude Balbastre (manchmal Balbâtre geschrieben) (* 8. Dezember, getauft 9. Dezember 1724 in Dijon; † 9. Mai 1799 in Paris), war ein französischer Komponist, Organist und Cembalist.

## Leben
Claude Balbastre erhielt den ersten Orgelunterricht von seinem Vater, der ebenfalls Musiker war und einer Familie von Werkzeugschmieden entstammte. Später unterrichtete ihn Claude Rameau, der Bruder des bekannten Komponisten Jean-Philippe Rameau, beide gleichfalls aus Dijon stammend. Mit nur 13 Jahren folgte Claude seinem Vater als Organist der Kirche St. Étienne, nachdem dieser verstorben war.
Durch Vermittlung von Jean-Philippe Rameau bekam er 1750 die Möglichkeit, in der Pariser Adelsgesellschaft aufzutreten und erhielt ein Jahr später den Posten des Organisten an der Kirche St. Roch. 1755 wurde er zum Leiter der damals bekannten «Concerts Spirituels des Tuileries» ernannt. Von dieser Position aus gelang es ihm, hochangesehene Posten zu bekleiden: 1760 die des Organisten an Notre-Dame de Paris, 1766 die des Organisten beim Bruder des Königs und späteren König Ludwig XVIII. und die des Cembalisten am Hofe des Königs, wo er Marie-Antoinette und den Herzog von Chartres unterrichtete, 1776 die des Organisten beim Grafen der Provence und an der Chapelle Royale.
Zu einer kuriosen Begebenheit kam es 1762, als der Erzbischof von Paris ihn in der Weihnachtszeit mit einem Spielverbot an der Orgel belegte, da es zu tumultartigen Szenen von Seiten des Volkes gekommen war, welches wegen Balbastres Spiel die Kirche nicht für die nachfolgenden Messen räumen wollte.

Balbastre heiratete 1763 Marie-Geneviève Hotteterre aus der bekannten Musikerfamilie, die aber bereits zehn Monate später verstarb. Der englische Komponist und Biograf Charles Burney, der ihn 1770 in seiner Wohnung rue d’Argenteuil besuchte, erwähnte in seinem Reisetagebuch, dass ein wunderbares flämisches Ruckerscembalo im Besitz Balbastres sei. Über Balbastres Orgelspiel berichtete Burney: 

„Als das Magnifikat gesungen war, spielte er (…) zwischen jedem Verse Fugen, Imitationen und allerlei andere Stücke, sogar Jagdstücke und Giquen, ohne dass die Versammlung, soviel ich merken konnte, im geringsten dadurch befremdet oder beleidigt ward. Beim Prosieren fand ich, dass er den Gesang mit dem Pedal spielte, den er mit dem untern Finger der linken Hand verdoppelte, und über diese Grundlage spielte er gelehrt und erfindungsvoll.“

Zu Beginn der französischen Revolution gelang es ihm, ungeachtet seiner Stellung, zumindest dem Anschein nach sich den aufkommenden revolutionären Ideen anzuschließen, obwohl er die einträglichen Anstellungen in Adelshäusern verlor und zusehends verarmte. Der Staat zahlte ihm lediglich eine Rente von 1008 Livres, welche zuvor von den Schwestern des Klosters von Pantémont zugunsten des «sieur Claude Balbastre organiste» gezahlt wurde. Er musste sich von der Sakralmusik trennen und verlegte seine Kompositionstätigkeit auf Werke für revolutionäre Festlichkeiten, blieb aber Organist an Notre-Dame. Diese Kirche wurde nach der Revolution zum „Tempel der Wahrheit“ umgewandelt. Er spielte an deren Orgel seine Fantasien über revolutionäre Hymnen.

## Werke
- 14 Orgelkonzerte (allesamt verschollen, bis auf eines, das sich im Notenarchiv der Bibliothek von Versailles fand)
- Quartett Sonaten
- 2 Bände mit Cembalowerken (1748 und 1759)
- 4 Suiten mit «Noëls variés» (1770) (Bearbeitungen und Variationen über volkstümliche Weihnachtslieder, die er auf dem Pianoforte aufführte)
- Variationen über die Marseillaise (1792) Vollständiger Titel: Marche des Marseillois et l’Air Ça-ira Arrangés pour le Forte Piano / Par le Citoyen C. Balbastre / Aux braves defenseurs de la Republique française l’an 1792 1er de la Republique

## Diskografie
- Claude Balbastre à Saint-Roch. (Claude Balbastre in Saint-Roch.) Marina Tchebourkina und Michel Chapuis an der historischen Großen Orgel der Kirche Saint-Roch, Paris. 2 CD Set. Natives Éditions, 2002 (EAN 3760075340018)

## Hörbeispiel
Joseph est bien marié (Orgelwerk zu Weihnachten)ⓘ